# Камо грядеши (фільм, 1951)
Камо грядеши (церк.-слов. куди йдеш?; оригінальна назва лат. Quo vadis перекладається так само) — пеплум американського режисера Мервіна Лероя. Екранізація однойменного роману Генріка Сенкевіча. Фільм був знятий на студії Чінечітта в Римі.

## Сюжет
Римська імперія I століття н. е.. Воєнні перемоги. Криваві видовища в амфітеатрах. Гоніння на нову віру. Заборонене кохання патриція до полонянки-християнки. Пожежа у Вічному місті (справа рук одержимого манією величі Нерона). Вирок імператору, винесений розгніваним народом.

## У ролях
- Роберт Тейлор — Марк Вініцій
- Дебора Керр — Лігія
- Лео Дженн — Петроній
- Пітер Устінов — Нерон
- Патриція Лаффан — Поппея
- Фінлей Каррі — апостол Петро
- Абрахам Софер — апостол Павло
- Маріна Берті — Евніка (Юніс)
- Бадді Бер — Урс
- Фелікс Ейлмер — Авл Плавцій
- Нора Суїнберн — Помпонія Грецина
- Ральф Труман — Тігеллін
- Норман Вуланд — Нерва
- Ніколас Ганнен — Сенека
- Розалі Крачлі — Клавдія Акте
- Елспет Марч — Міріам
- Дебора Керр — водій колісниці (в титрах не вказаний)

## Нагороди й номінації
- 1952 — 8 номінацій на премію «Оскар»: за найкращий фільм (Сем Цимбаліст), найкращого актора другого плану (Лео Дженн і Пітер Устінов), найкращу операторську роботу (Вільям Сколл і Роберт Сертіс), найкращий монтаж (Ральф Вінтерс), найкращі костюми (Гершель Маккой), найкращу музику (Міклош Роша), найкращі декорації;
- 1952 — дві премії Золотий глобус (за найкращу операторську роботу і найкращому акторові другого плану (Пітер Устінов)), а також номінація на найкращий фільм-драму.